# مورولا
مورولا (به انگلیسی: Morula) (از لاتین morus: توت)، اولین مراحل رویانی با ۱۶ سلول است (که به آن بلاستومر گویند) که در توپ صلبی درون زنو پلوسیدا قرار دارد.
مورولا از بلاستوسیت متمایز است، چرا که مورولا (۳–۴ روز پس از لقاح) به صورت توده‌ای شامل ۱۶ سلول همه‌توان بوده که شکل کروی دارند، درحالی که بلاستوسیست (۴–۵ روز پس از لقاح)، درون زونا پلوسیدا و در طول توده سلولی داخلی دارای حفره است. اگر مورولا دست نخورد و به صورت لانه گزینی شده (کاشته شده) باقی بماند، در نهایت به بلاستوسیست تکوین خواهد یافت.
مورولا با شروع از زیگوت تک‌سلولی، و پس از یک سلسله تقسیمات رویان اولیه، از نوع تسهیمی تولید می‌گردد. زمانی که به مرحله ۱۶ سلولی رسید، شبیه توت (mulberry) گشته، از این رو به آن مورولا گفته می‌شود (از لاتین morus به معنای توت). طی چند روز بعد از لقاح، سلول‌های بخش بیرونی مورولا با تشکیل دسموزوم و اتصالات شکاف‌دار، بهم به صورت محکم بسته می‌شوند. این فرایند به فشرده سازی معروف است. سرنوشت سلول‌های سمت بیرونی و داخلی افتراقی بوده، یعنی سلول‌های بیرونی به پیش‌سازهای تروفوبلاست و سلول‌های داخلی به پیش‌سازان توده سلولی داخلی تبدیل می‌گردند. داخل مورولا، به دلیل انتقال فعال یون‌های سدیم از سلول‌های تروفوبلاست و اسمز آب، حفره ای به‌وجود می‌آید. این پدیده منجر به ایجاد توپ توخالی از سلول‌های رویانی اپی‌تلیومی (تروفکتودرم) می‌گردد. با این حال، برخی از سلول‌ها داخل به دام افتاده و تبدیل به توده سلولی داخلی (ICM) گشته که پرتوان نیز می‌باشند. در پستانداران (بجز مونوتریم‌ها)، ICM درنهایت «کل جنین» (embryo proper) را تشکیل می‌دهند، درحالی که تروفکتودرم تشکیل جفت جنین (placenta) و بافت‌های برون رویانی را می‌دهد. با این حال، خزندگان دارای ICM متفاوتی می‌باشند. این مراحل در خزندگان طولانی شده و به چهار بخش تقسیم‌بندی می‌گردد.

## همچنین ببینید
- تسهیم
- بلاستولاسیون

## برای مطالعهٔ بیشتر
- "Regulative development in mammals"